# Национален музей на египетската цивилизация
Националният музей на египетската цивилизация (на арабски: المتحف القومي للحضارة المصرية) е голям музей, с 23 235 m2 изложбени площи, в древния град Фустат, днес част от Кайро, Египет. Музеят е отворен частично през февруари 2017 г. и притежава колекция от 50 000 артефакта, представящи египетската цивилизация от праисторически времена до наши дни.

## Тематика
Постоянната колекция е разделена на два отделни сектора, единият е хронологичен, а другият – тематичен. Хронологичният обхваща следните области: архаична, фараонска, гръко-римска, коптска, средновековна, ислямска, модерна и съвременна. Тематичният сектор обхваща: Зората на цивилизацията, Нил, Писане, Държава и общество, Материална култура, Вяра и мислене и Галерията на кралските мумии. ЮНЕСКО предоставя техническа помощ на музея.
Колекциите са взети от други египетски музеи като Египетския музей, Коптския музей, Музея на ислямското изкуство, Двореца Маниал и Кралския музей на бижутата в Александрия.
На 3 април 2021 г. 22 мумии на 18 фараони и четири царици са транспортирани до музея от Египетския музей в събитие, наречено „Златният парад на фараоните“.

## Дарения
В края на 2017 г. Захи Хауас съобщава, че Франсис Рикиардоне, президент на Американския университет в Кайро, е дарил 5000 от своите артефакти на Националния музей на египетската цивилизация.

## Друго
Музеят ще бъде домакин на финалния жребий на Световното първенство по хандбал за мъже през 2021 г.